# Minaria hemipogonoides
A Minaria hemipogonoides é uma rara espécie de planta que não era coletada havia quase 100 anos, tendo sido encontrada em 2008, próximo à antiga estrada que ligava Santana do Riacho a Congonhas do Norte, no estado brasileiro de Minas Gerais.